# Gonflage d'un parapente
 (juin 2022).
La mise en forme du texte ne suit pas les recommandations de Wikipédia : il faut le « wikifier ».
Les points d'amélioration suivants sont les cas les plus fréquents. Le détail des points à revoir est peut-être précisé sur la page de discussion.
- Les titres sont pré-formatés par le logiciel. Ils ne sont ni en capitales, ni en gras.
- Le texte ne doit pas être écrit en capitales (les noms de famille non plus), ni en gras, ni en italique, ni en « petit »…
- Le gras n'est utilisé que pour surligner le titre de l'article dans l'introduction, une seule fois.
- L'italique est rarement utilisé : mots en langue étrangère, titres d'œuvres, noms de bateaux, etc.
- Les citations ne sont pas en italique mais en corps de texte normal. Elles sont entourées par des guillemets français : « et ».
- Les listes à puces sont à éviter, des paragraphes rédigés étant largement préférés. Les tableaux sont à réserver à la présentation de données structurées (résultats, etc.).
- Les appels de note de bas de page (petits chiffres en exposant, introduits par l'outil «  Source ») sont à placer entre la fin de phrase et le point final[comme ça].
- Les liens internes (vers d'autres articles de Wikipédia) sont à choisir avec parcimonie. Créez des liens vers des articles approfondissant le sujet. Les termes génériques sans rapport avec le sujet sont à éviter, ainsi que les répétitions de liens vers un même terme.
- Les liens externes sont à placer uniquement dans une section « Liens externes », à la fin de l'article. Ces liens sont à choisir avec parcimonie suivant les règles définies. Si un lien sert de source à l'article, son insertion dans le texte est à faire par les notes de bas de page.
- La présentation des références doit suivre les conventions bibliographiques. Il est recommandé d'utiliser les modèles {{Ouvrage}}, {{Chapitre}}, {{Article}}, {{Lien web}} et/ou {{Bibliographie}}. Le mode d'édition visuel peut mettre en forme automatiquement les références.
- Insérer une infobox (cadre d'informations à droite) n'est pas obligatoire pour parachever la mise en page.

Pour une aide détaillée, merci de consulter Aide:Wikification.
Si vous pensez que ces points ont été résolus, vous pouvez retirer ce bandeau et améliorer la mise en forme d'un autre article.
 (janvier 2025).
 (juin 2022).
Si vous disposez d'ouvrages ou d'articles de référence ou si vous connaissez des sites web de qualité traitant du thème abordé ici, merci de compléter l'article en donnant les références utiles à sa vérifiabilité et en les liant à la section « Notes et références ».
Le gonflage d'un parapente consiste à faire voler sa voile en gardant les pieds au sol. C'est un très bon exercice pour apprendre à mieux « sentir » sa voile lors d'un gonflage dos à la voile, et pour apprendre à mieux contrôler sa voile lors de gonflages face à la voile : même les parapentistes les plus expérimentés ont toujours quelque chose à apprendre de cet exercice. Il est pratiqué en présence d'un vent régulier, ni trop fort ni trop faible.
Il existe deux méthodes de gonflage d'un parapente : dos à la voile ou face à la voile.

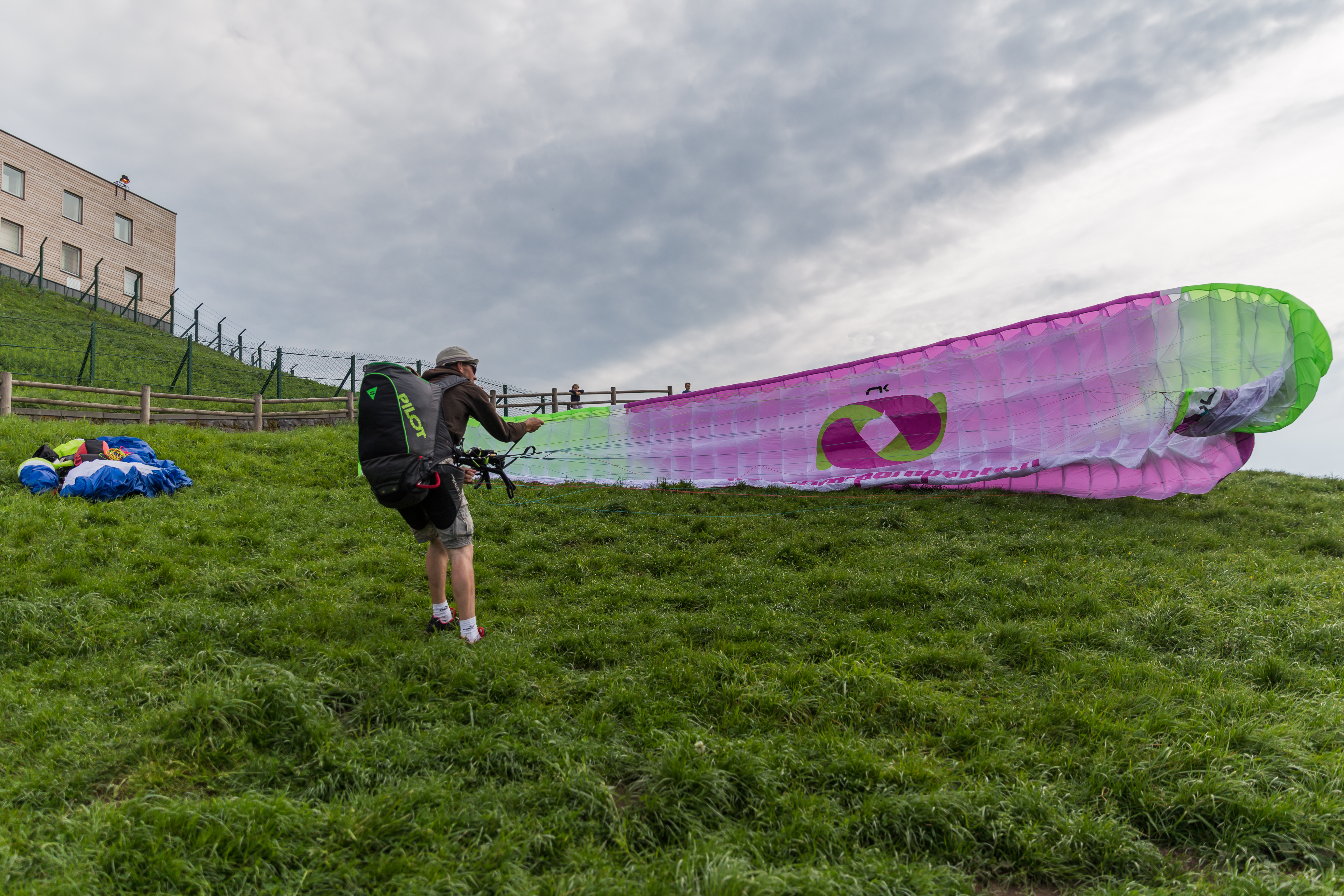
Gonflage de la voile pour le vol sur le puy de Dôme, France.

## Gonflage dos à la voile

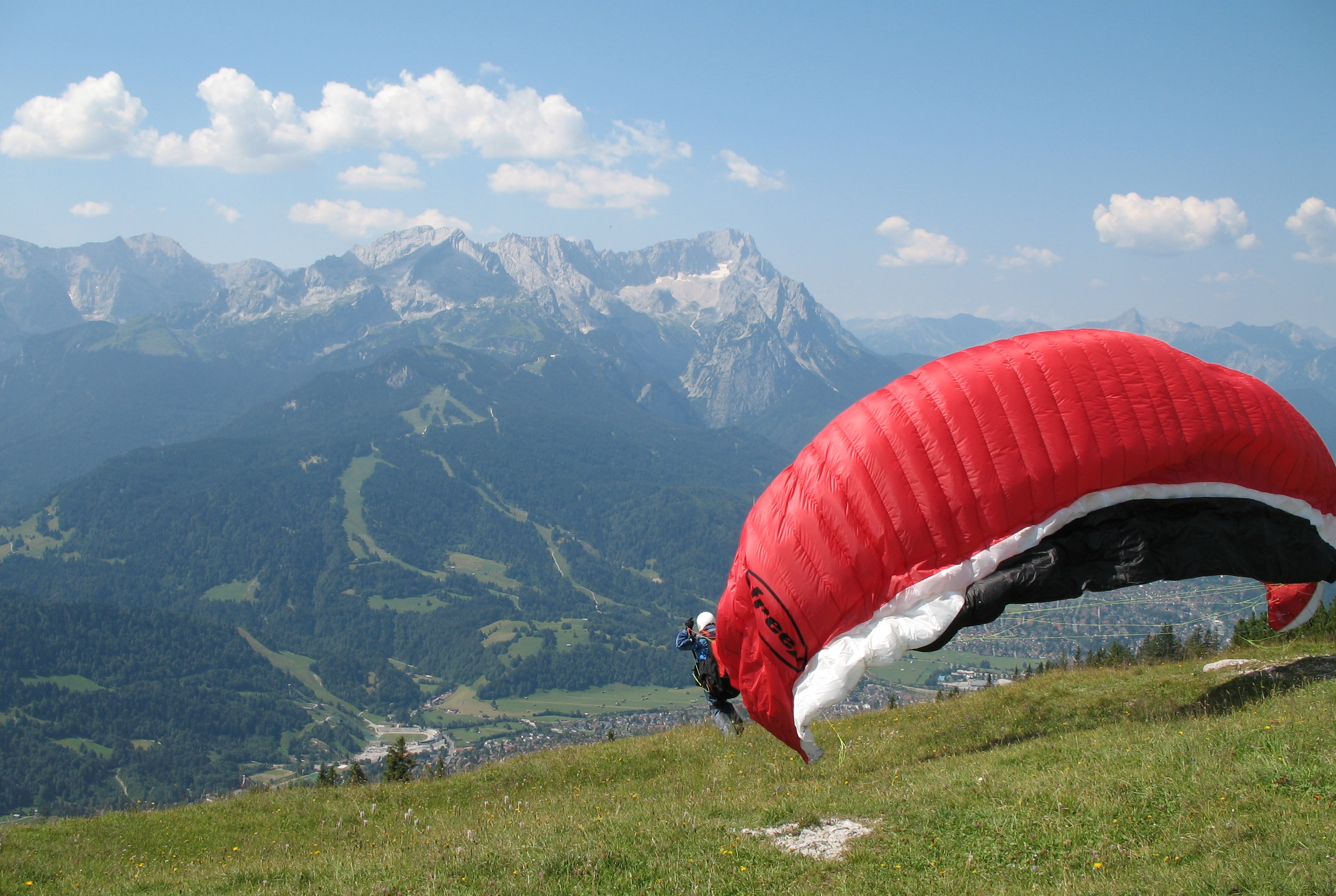
Gonflage dos à la voile.

Le gonflage dos à la voile est la méthode de gonflage dite « classique », enseignée en école aux débutants. Cet exercice s'effectue selon les étapes suivantes :
1. Le pilote prend dans chaque main un frein ainsi que les élévateurs A (ceux du bord d'attaque) ;
2. Il commence à avancer dans la pente en se penchant en avant afin de tirer en premier le bord d'attaque de l'aile. Le fait qu'il ait les élévateurs A en main facilite la montée du bord d'attaque. Il doit donner une impulsion suffisante pour que l'aile se gonfle et monte au-dessus de lui. Un peu avant que l'aile soit au-dessus de sa tête, il lâche les élévateurs. C'est la phase de gonflage, ou construction de l'aile ;
3. Une fois l'aile au-dessus de sa tête, il ralentit l'aile avec les freins afin qu'elle reste au-dessus de lui et ne le dépasse pas. Il a alors quelques secondes pour vérifier que l'aile est bien déployée et qu'il n'y a toujours pas de clé dans les suspentes. C'est la phase de temporisation, essentielle à un décollage en sécurité ;
4. Si tout lui semble bon, il commence à courir en faisant de grands pas afin de secouer le moins possible l'aile et ainsi éviter de lui faire perdre de la portance. Quand il atteint environ 30 km/h (vitesse air), l'aile a une portance suffisante pour supporter son poids et il s'envole si la pente est supérieure à l'angle de vol de sa voile. C'est la phase de décollage proprement dit ;
5. Il s'éloigne alors de la pente pour être en sécurité et s'installe confortablement en position assise dans sa sellette. La phase de vol peut alors commencer.

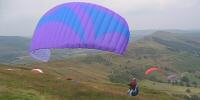
Vidéo d'un décollage face à la voile. (aide).

La technique de décollage classique a cependant plusieurs inconvénients :
- lors de la montée de la voile, le pilote au sol est plus vulnérable à une hypothétique rafale de vent, du fait d'une position où il ne peut exercer que peu de résistance aux efforts exercés par la voile, notamment en cas de vent soutenu au décollage ;
- le pilote n'a pas de contact visuel direct l'informant sur l'état de sa voile. Un décollage avec gonflage dos à la voile se fait au touché, à la sensation, et dans le cas d'un problème majeur, le pilote n'en aura conscience qu'une fois dans la phase de temporisation, la voile à sa verticale. Or, toujours dans le cas de sautes de vent, cette phase peut ne pas avoir lieu en décollant dos à la voile. En effet, une fois la voile montée, une accélération du vent entraînerait une augmentation de la portance, et ferait décoller prématurément le pilote.

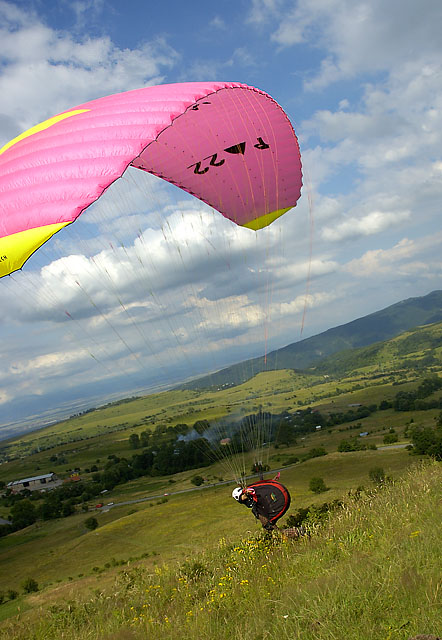
Une fois le gonflage effectué, le pilote peut décoller.

Ces problèmes de sécurité peuvent être palliés par l'assistance de personnel au sol. Un informateur peut relayer au pilote l'état de la voile lors de sa montée, et une aide peut retenir le pilote pour éviter qu'une rafale ne l'« embarque », lui et sa voile, réduisant ainsi les risques d'accident. Néanmoins, une autre technique de gonflage existe, de fait plus sûre pour les pilotes et pouvant être mis en œuvre par des pilotes autonomes : le gonflage face à la voile.

## Gonflage face à la voile
Le gonflage face à la voile nécessite du pilote de changer ses repères dans l'espace, et notamment d'inverser le freinage à droite et à gauche par rapport au décollage dos à la voile. Cette technique n'est donc généralement apprise qu'après la première phase d'initiation. Cette technique n'est cependant pas plus complexe qu'un gonflage dos à la voile, une fois assimilée l'inversion des repères ; au contraire, le contact visuel permanent avec l'aile et la possibilité de résister à la traction de l'aile avec son propre poids simplifient considérablement les décollages par vent soutenu.
Sanglé dans la sellette, dos à la voile et freins en main, le pilote se retourne face à la voile en faisant passer un fuseau d'élévateurs au-dessus de sa tête. De cette manière, les suspentes de gauche et de droite sont croisées et les commandes de freins inversées : si on garde les commandes dans leur ordre de vol afin de ne pas avoir à faire de changement de commandes (acrobatique voire dangereux) au cours du décollage, freiner de la main gauche ralentira la partie de l'aile que le pilote voit à sa droite. 
La manipulation demande donc une inversion partielle des repères  : d'une part, pour le freinage et le transfert du poids dans la sellette, il faudra inverser ses actions, mais d'autre part pour les élévateurs il faudra garder l'ordre naturel (seuls les freins sont croisés, et pour faire monter la partie de l'aile que le pilote voit à sa droite, il faudra donc tirer sur les avants de droite, mais charger la fesse gauche et lever le frein gauche). 
Ensuite, suivant le même processus que lors du gonflage dos à la voile, le pilote recule de quelques pas pour tendre les suspentes uniformément, et tire sur les avants pour faire monter la voile au-dessus de sa tête. Cette montée face à la voile permet de visualiser plus facilement son aile : en réalisant en même temps le gonflage et la vérification de l'aile, il n'y a plus besoin de phase de temporisation dans le décollage. Une fois la voile à la verticale du pilote, le pilote décide en fonction de l'état de son aile et des conditions de vent, de son décollage :
- pour décoller, il n'aura plus qu'à se retourner, et il se retrouvera exactement dans la même dernière phase de décollage atteinte lors d'un gonflage voile dans le dos, il n'aura plus qu'à courir pour augmenter la vitesse relative de l'aile pour que l'aile porte et décolle ;
- dans le cas où il décide de reporter son départ, une action combinée sur les freins et/ou sur les arrières permet de ramener la voile au sol dans la situation initiale.